# Calzada romana de la Fuenfría
La calzada romana de la Fuenfría son los restos de una calzada romana española que unía Segovia con Miacum (Collado Mediano) y Toledo. Cruza la sierra de Guadarrama a través del valle de la Fuenfría, el puerto de la Fuenfría y el valle de Valsaín. La obra romana, muy transformada por las grandes reformas que sobre ella realizó Felipe V en 1722, data de la época del emperador Vespasiano, que gobernó entre los años 69 y 79 d. C.
El trazado de la vía en el lado segoviano es recto y con un desnivel del 10 % aproximadamente (400 m en 4 km). Estas características refuerzan la idea de su origen romano. A Antonio Blázquez, arqueólogo y gran conocedor de la sierra de Guadarrama, se debe la correcta datación del origen de la calzada.

## Trazado

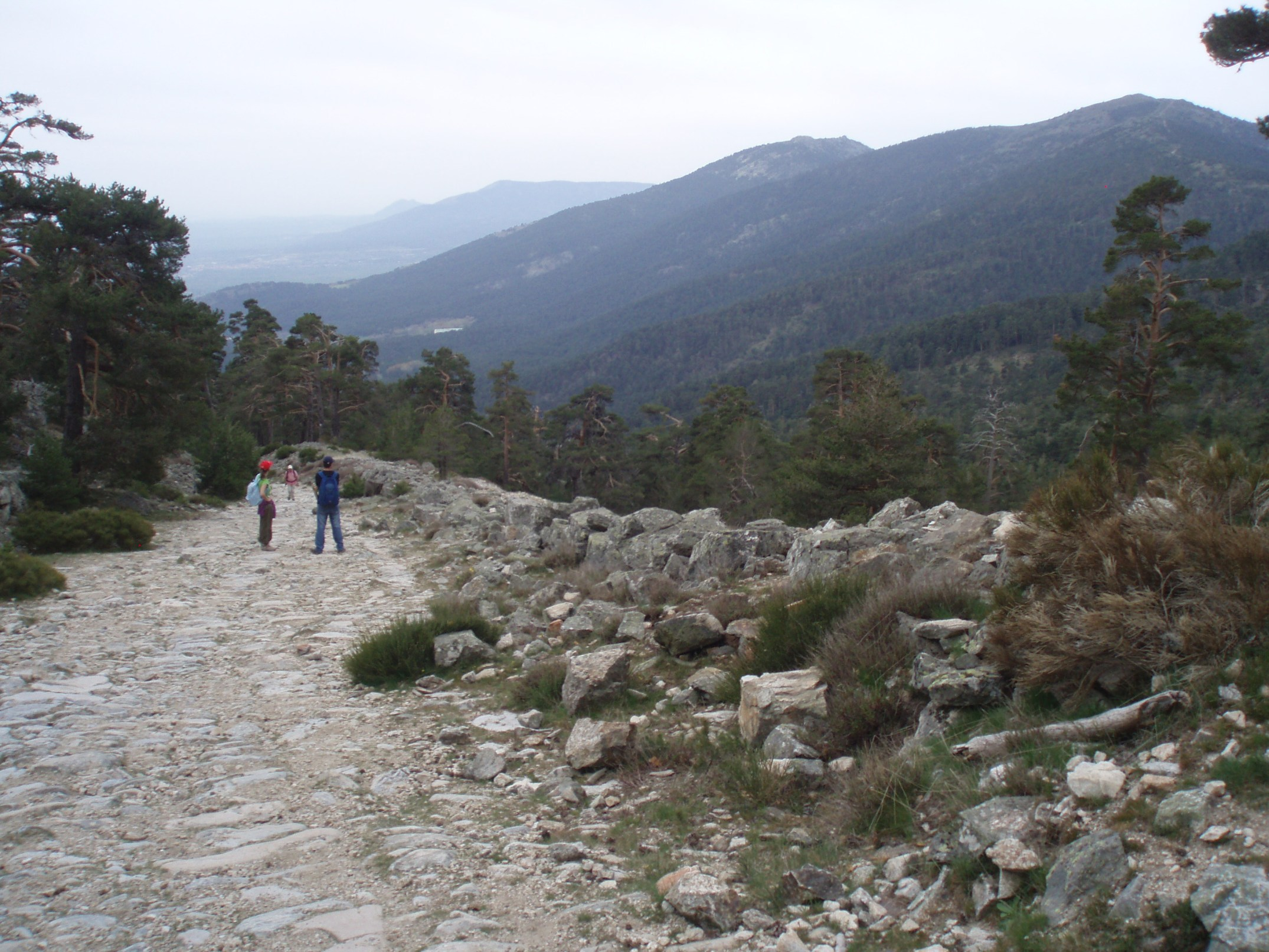
Tramo cercano al puerto de la Fuenfría, con el valle de la Fuenfría en segundo plano.

El recorrido se recogía a finales del siglo III en el itinerario de Antonino, cuya Vía xxiv unía Augusta Emerita y Caesaraugusta, pasando en su parte central a través de Cauca, Miacum, Titulcia y Complutum. La aparición del miliario de Cercedilla en 1910 permitió a Antonio Blázquez adscribir con seguridad el paso de la Fuenfría a esta vía, aunque la reconstrucción que hizo del trazado siempre ha sido controvertida.
Una investigación llevada a cabo por Javier Rivas López, Jesús Rodríguez Morales e Isaac Moreno Gallo aseguraba que la calzada actual no coincide en todos los tramos con la calzada romana construida en el siglo I. Trabajos arqueológicos posteriores en esta zona han permitido separar la parte del antiguo trazado, que coincide en su parte superior con el camino viejo de Segovia, y separar los tramos originales de las reconstrucciones medievales y de la posterior calzada borbónica.
El 2 de julio de 1981 se incoó expediente para la declaración de la «Calzada Romana y los puentes de Enmedio, del Descalzo, de la Venta y del Reajo o del Molino» como conjunto histórico-artístico y arqueológico, mediante una resolución publicada el día 20 de ese mismo mes en el Boletín Oficial del Estado, con la rúbrica del director general de Bellas Artes, Archivos y Bibliotecas del Ministerio de Cultura, Javier Tusell.